# Fernando Machado
Fernando Machado, vollständiger Name Luis Fernando Machado Pinto, (* 26. September 1979 in Montevideo) ist ein uruguayischer Fußballspieler.

## Karriere

### Verein
Der 1,84 Meter große Defensivakteur Machado stand zu Beginn seiner Karriere seit der Apertura 1996 bis einschließlich der Apertura 1998 im Erstligakader der Montevideo Wanderers. Sodann wechselte er nach Mexiko zu UNAM Pumas, wo er in der Wintersaison (Invierno) 1998 vier Spiele in der Primera División bestritt und ein Tor erzielte. Anschließend war er erneut bei den Montevideo Wanderers zunächst in den Jahren 1999 und 2000 in der Segunda División und in der Saison 2001 in der Primera División aktiv. Im Torneo Verano 2002 folgte eine weitere Station in Mexiko bei Atlético Celaya. Zehn Erstligapartien und ein Treffer stehen dort für ihn zu Buche. Von der Clausura 2002 bis in die Zwischensaison 2005 stand er in Reihen Nacional Montevideos. Wiederum zog es ihn in der Clausura 2006 nach Mexiko. Dieses Mal war San Luis sein Arbeitgeber. Fünf Einsätze in der Primera División mit einem persönlichen Torerfolg werden für ihn dort geführt. Die Apertura 2006 verbrachte er in Reihen des uruguayischen Erstligisten Club Sportivo Cerrito. Danach führte Machados Karriereweg erstmals nach Europa. In Griechenland absolvierte er ein der Spielzeit 2007/08 24 Ligaspiele für Asteras Tripolis und traf dabei einmal. In den Saisons 2008/09 und 2009/10 folgten 21 bzw. 22 Partien in der griechischen Liga für Levadiakos.
2010 unterschrieb er bei Gimnasia y Esgrima de Jujuy in Argentinien und bestritt in der Spielzeit 2010/11 24 Begegnungen der Primera B Nacional. Dabei gelangen ihm zwei Treffer. Von 2011 bis 2013 stand er bei Blooming in Bolivien unter Vertrag. 2011/12 ist dort ein Einsatz und ein erzieltes Tor in der LFPB für ihn verzeichnet. 2013 ging er zurück nach Uruguay, schloss sich ein weiteres Mal den Montevideo Wanderers an und stand siebenmal in der Clausura 2013 in der Primera División auf dem Platz (kein Tor). Zur Apertura 2013 wechselte er zu Centro Atlético Fénix. Bis zum Abschluss der Spielzeit 2013/14 lief er bei den Montevideanern in acht Erstligaspielen auf (kein Tor). Sodann schloss er sich Mitte August 2014 dem Ligakonkurrenten Juventud an. In der Saison 2014/15 wurde er dort 17-mal (kein Tor) eingesetzt. Während der Spielzeit 2015/16 kam er 17-mal (zwei Tore) in der Primera División und zweimal (kein Tor) in der Copa Sudamericana 2015 zum Einsatz.

### Nationalmannschaft
Machado gehörte ebenfalls der uruguayische U-20-Auswahl an. Er war Teil des Aufgebots bei der U-20-Südamerikameisterschaft 1999, bei der Uruguay das Turnier als Vize-Südamerikameister beendete.

### Erfolge
- U-20-Vize-Südamerikameister 1999